# Mighty Blackpool FC
El Mighty Blackpool FC és un club de futbol de Sierra Leone de la ciutat de Freetown. Disputa els seus partits a l'Estadi Nacional de Sierra Leone. Vesteix de taronja i negre.

## Història
El club va ser fundat el 1923 amb el nom de Socro United. És el club més antic del país i el que més títols ha guanyat.

## Palmarès
- Lliga de Sierra Leone de futbol:[2]
  - 1967, 1974, 1978, 1979, 1988, 1991, 1995, 1996, 1998, 2000, 2001
- Copa de Sierra Leone de futbol:[3]
  - 1983, 1988, 1994, 2000

## Jugadors destacats
- Mohamed Kanu
- Michael Tommy
- Kabba Samura
- Alhassan Bangura
- Obi Metzger
- Albert Cole